# رابرت کولبرت

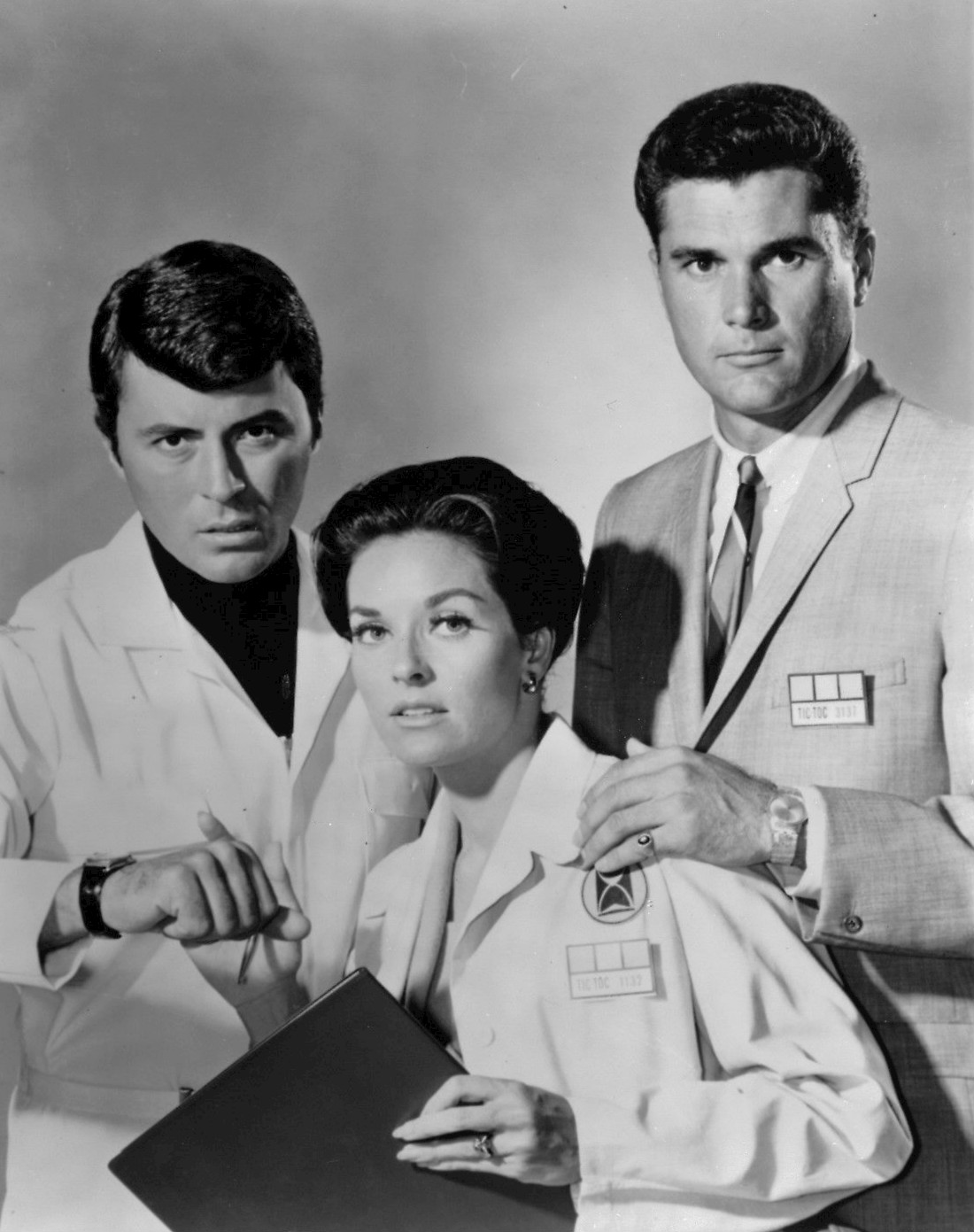

رابرت کلبر (انگلیسی: Robert Colbert؛ زادهٔ ۲۶ ژوئن ۱۹۳۱) یک هنرپیشه اهل ایالات متحده آمریکا است.

## گزیده فیلمشناسی
از فیلم‌ها یا برنامه‌های تلویزیونی که وی در آن نقش داشته‌است می‌توان به آثار زیر اشاره کرد.
- تونل زمان (۱۹۶۶–۱۹۷۶)
- ماوریک (مجموعه تلویزیونی) (۱۹۵۷–۱۹۶۲)